# ラッキー嬢ちゃんのあたらしい仕事
『ラッキー嬢ちゃんのあたらしい仕事』（ラッキーじょうちゃんのあたらしいしごと）は、高野文子による日本の漫画作品。小学館の『プチフラワー』にて、1986年11月号から1987年4月号まで全6話で連載された。作者の初連載作品であり最長作品。
デパートが大好きな少女・ラッキーが、国家機密を狙うスパイを相手にデパート中を駆け巡る冒険活劇。全編にスパイ映画のカメラワークを思わせる多彩な構図・コマ運びが用いられている。作者インタビューによれば、アガサ・クリスティの『トミーとタペンス』シリーズとアルフレッド・ヒッチコックの1950年代の映画（おそらく『泥棒成金』）から着想を得ている。
単行本は、1987年に小学館より刊行。後に、1998年にマガジンハウスより新装復刊された。単行本では連載時の扉絵が省略され1話の大きなストーリーとして再構成されている。

## あらすじ
ラッキーは大金持ちの家でメイドとして働くデパートが大好きな少女。いつものように主人に成りすまして「リッチデパート」を訪れたラッキーだったが、その日は運悪く主人にばれ、メイドをクビになってしまう。行くあての無いラッキーは売り子に雇ってもらおうと深夜のデパートを訪れるが、そこで売り物の帽子を物色している怪しい3人組を目撃する。彼らはデパートの存亡をかけた秘密文書をねらうスパイで、その文書はデパートの帽子の一つに隠されているのだった。ドレス売り場担当員タンチーから説明をうけたラッキーはデパートを守るため、帽子売り場担当の売り子に志願する。

## 登場人物
ラッキー・ランタンタン
主人公の少女。大金持ちの家のメイドだったが、主人になりすまして「リッチデパート」でオムライスを食べていたことがばれてメイドをクビになる。勤め先を求めて「リッチデパート」を訪れたところスパイと遭遇、デパートの存亡をかけた秘密文書をまもるため帽子売り場の売り子となる。
タンチー・オルタンス
「リッチデパート」ドレス売り場担当の青年。秘密文書を守るためラッキーに協力を求める。実は亡国「ピンポット王国」の王子で、祖国復建のためにデパートを経営していたことが結末で明らかになる。
マーカス・エライズ
「リッチデパート」支配人。ラッキーに売り子にならないかと最初に誘いをかけた人物。実はタンチーが亡国から連れてきた唯一の家臣で、ラッキーを雇い入れるため彼女がメイドをクビになるよう仕向けていた。
ミスター・ゴッド
ラッキーが憧れる「ゴッドストッキング」の社長。買い物客を装い「リッチデパート」を訪れるが、実は秘密文書を狙う組織の親玉。
ダリヤ・ポポーンズ
ラッキーがメイドとして勤めていた家のお嬢様。服装のセンスが悪いわがまま娘だが、物語中盤では気のいいところも見せる。

## 単行本
- ラッキー嬢ちゃんのあたらしい仕事（小学館、1987年7月）ISBN 4091788122
- ラッキー嬢ちゃんのあたらしい仕事（マガジンハウス、1998年2月）ISBN 4838709641